# Ohrenfische
Die Ohrenfische (Kneria) sind eine Gattung kleiner Süßwasserfische, die in Afrika südlich des Äquators vorkommen. Verbreitungsschwerpunkt sind das Kongobecken, Katanga, Tansania und Angola. Die Gattung wurde zu Ehren des österreichischen Zoologen und Ichthyologen Rudolf Kner benannt.

## Merkmale
Ohrenfische sind langgestreckte, spindelförmige Fische und werden 4,8 cm bis 7,5 cm lang. Ihre Körperform erinnert an die der Schmerlen, der Körper ist jedoch flacher als der der meisten Schmerlen und der Schwanzflossenstiel ist länger. Das Maul ist leicht unterständig und stark protraktil (vorstreckbar), der Rand des Oberkiefers wird nur vom Prämaxillare gebildet. Kiefer und Gaumen sind unbezahnt. Rücken- und Afterflosse sind kurz, die Schwanzflosse ist gegabelt. Der Rückenflossenansatz liegt über oder hinter dem Bauchflossenansatz. Der Darm ist sehr lang, die Schwimmblase ist mit ihm verbunden (Physostomen). Die Seitenlinie biegt hinter den  Bauchflossen nach unten ab und verläuft dann unterhalb der Seitenmittellinie. Eine Aussackung des oberen Kiemenraums, das Suprabranchialorgan, ermöglicht es den Fischen, atmosphärischen Sauerstoff zu atmen. Kneria-Arten sind unscheinbar in verschiedenen Brauntönen gefärbt.

## Occipitalorgan
Gattungstypisch und eine Besonderheit bei Fischen ist das bohnen- oder ohrenförmige Occipitalorgan vor- und oberhalb des Brustflossenansatz, über das alle ausgewachsenen Männchen verfügen. Das Organ besteht aus zwei Teilen: Dem Opercularorgan, ein als Saugnapf ausgebildeter runder Bereich auf dem Kiemendeckel und dem Postopercularorgan oberhalb der Brustflossen, das aus einer Zone mit quer stehenden verhornten Hautleisten besteht, oben durch eine weitere, halbmondförmige Hautleiste abgegrenzt wird und unten offen ist. Das Occipitalorgan dient als Haftorgan bei der Balz und beim Laichen. Die Männchen heften sich vermutlich mit seiner Hilfe seitlich an die Weibchen an. Wie genau das geschieht und welche Funktion das Postopercularorgan hat, ist unbekannt, da das Anheften so schnell geschieht, dass es mit bloßem Auge nicht zu beobachten ist.

## Lebensweise
Die Lebensweise der Ohrenfische ist noch weitgehend unbekannt. Sie sind mehr oder weniger strömungliebend (rheophil), bodenorientiert und fressen vor allem Aufwuchs (Algen) und/oder die Wirbellosen, die zwischen den Algen leben. Dabei sind sie in der Lage, ihren Kopf nach rechts und links und nach oben zu bewegen.

## Arten und Vorkommen
Es gibt 13 Arten, die nur schwer voneinander abzugrenzen sind. Bei einigen Arten überlappen die für eine genaue Bestimmung wichtigen Merkmale und möglicherweise wurden zu viele Arten beschrieben. 
- Kneria angolensis Steindachner, 1866; Angola
- Kneria ansorgii (Boulenger, 1910); Angola
- Kneria auriculata (Pellegrin, 1905); Mosambik
- Kneria katangae Poll, 1976; Lufira
- Kneria maydelli Ladiges & Voelker, 1961; Cunene
- Kneria paucisquamata Poll & D. J. Stewart, 1975; Luongo, Nebenfluss des Luapula
- Kneria polli Trewavas, 1936; Cuvo (Angola)
- Kneria ruaha Seegers, 1995; Ruaha
- Kneria rukwaensis Seegers, 1995; Einzugsgebiet des Rukwasee
- Kneria sjolandersi Poll, 1967; Rio Cubal
- Kneria stappersii Boulenger, 1915; Lubumbashi
- Kneria uluguru Seegers, 1995; Ruvu (Tansania)
- Kneria wittei Poll, 1944; Lukuga